# Isla Albatros (Georgias del Sur)
La isla Albatros (en inglés: Albatross Island) es una isla ubicada a 3 km al sureste de cabo Buller, situada en la bahía de las Islas, de la isla San Pedro del archipiélago de las Islas Georgias del Sur. Trazada en 1912-1913 por Robert Cushman Murphy, un naturalista a bordo del bergantín Daisy, quien dio este nombre porque se observó albatros allí.
La isla está libre de ratas y hay una población reproductora de cachirla de Georgia del Sur, junto con los albatros errantes y petreles gigantes. Por lo tanto, ha sido designada por el Gobierno de Georgia del Sur como una zona especialmente protegida y se ha cerrado a los visitantes desde el año 2004, para proteger el hábitat, que es vulnerable por el pisoteo.
La isla es administrada por el Reino Unido como parte del territorio de ultramar de las Islas Georgias del Sur y Sandwich del Sur, pero también es reclamada por la República Argentina que la considera parte del Departamento Islas del Atlántico Sur dentro de la provincia de Tierra del Fuego, Antártida e Islas del Atlántico Sur.